# Гюнше, Отто
О́тто Гю́нше (нем. Otto Günsche; 24 сентября 1917, Йена, Саксен-Веймар-Эйзенах — 2 октября 2003, Ломар, Северный Рейн-Вестфалия) — офицер СС; штурмбаннфюрер СС (1944).

## Биография
После окончания средней школы в 16-летнем возрасте вступил в СС (№ 257 773). В 1935 году вступил в НСДАП.
В 1936—1941 годах служил в команде сопровождения СС, охранявшей Гитлера. 21-22 июня 1940 года в звании обершарфюрера СС присутствовал в качестве охранника в железнодорожном вагоне в Компьенском лесу при подписании перемирия между Германией и Францией.
В 1941 году переведён на службу в «Лейбштандарт-СС Адольф Гитлер», воевал на советско-германском фронте.
С сентября 1941 года обучался в офицерской академии СС (Бад-Тёльц), по её окончании в мае 1942 года произведён в унтерштурмфюреры СС.
С 12 января 1943 года — личный адъютант Адольфа Гитлера по войскам СС.
В августе 1943 года вновь направлен на советско-германский фронт. В составе «Лейбштандарте-СС Адольф Гитлер» участвовал в боях, командир моторизованной роты.
С 6 февраля 1944 года отозван в Ставку и в звании гауптштурмфюрера СС вновь назначен адъютантом фюрера.
20 июля 1944 года при покушении на Гитлера во время совещания в Вольфсшанце был легко ранен (при срабатывании подложенной полковником графом фон Штауффенбергом под стол бомбы Гюнше взрывной волной выбросило из окна помещения, в котором происходило совещание).
30 апреля 1945 года получил личное поручение Гитлера: сжечь его труп после того, как он покончит с собой; в тот же день после выполнения приказа покинул Имперскую канцелярию.
2 мая 1945 года Гюнше был взят в плен советскими войсками. Его допрашивали сотрудники СМЕРШа, требуя от него признаться, куда пропал фюрер.

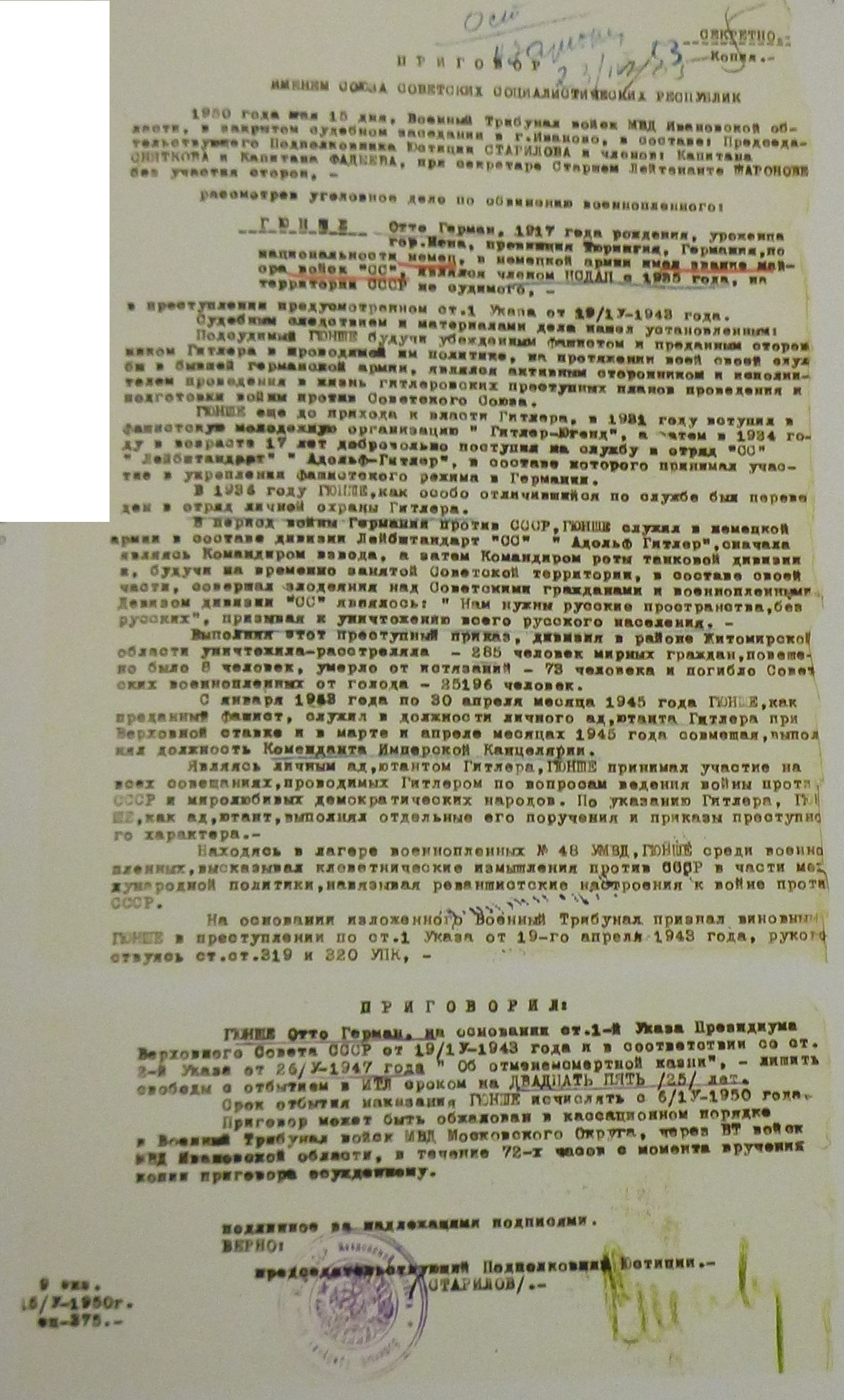
Приговор в отношении Гюнше от 15 мая 1950 года

15 мая 1950 года на основании Указа Президиума Верховного Совета СССР от 19 апреля 1943 года приговорён военным трибуналом войск МВД Ивановской области к 25 годам исправительно-трудовых лагерей (срок заключения приговором было постановлено считать с 6 апреля 1950 года), причём в приговоре было указано:

Подсудимый ГЮНШЕ будучи убежденным фашистом и преданным сторонником Гитлера в проводимой им политике, на протяжении всей своей службы в бывшей германской армии, являлся активным сторонником и исполнителем проведения в жизнь гитлеровских преступных планов проведения и подготовки войны против Советского Союза…
Являясь личным адъютантом Гитлера, ГЮНШЕ принимал участие на всех совещаниях, проводимых Гитлером по вопросам ведения войны против СССР и миролюбивых демократических народов. По указанию Гитлера, ГЮНШЕ, как адъютант, выполнял отдельные его поручения и приказы преступного характера.-
Находясь в лагере военнопленных № 48 УМВД, ГЮНШЕ среди военнопленных, высказывал клеветнические измышления против СССР в части международной политики, навязывая реваншистские настроения к войне против СССР.

Отбывал наказание в Свердловске, в качестве исправительных работ участвовал в строительстве дворца культуры в Дегтярске.
В 1955 году переведён в ГДР, в 1956 году освобождён из тюрьмы в Бауцене. Вскоре бежал в ФРГ. Работал там в фармацевтической компании.
Скончался на 87-м году жизни 2 октября 2003 года в своём доме в городе Ломаре близ Бонна. После этого последним живым свидетелем смерти Гитлера и его жены Евы Браун оставался Рохус Миш, умерший 5 сентября 2013 года.

## Награды
- Железный крест (1 класс)
- Нагрудный знак «За ранение»